# Górki-Szewkowo
Górki-Szewkowo – wieś w Polsce położona w województwie podlaskim, w powiecie łomżyńskim, w gminie Piątnica.
Wierni kościoła rzymskokatolickiego należą do parafii Parafia św. Stanisława Biskupa i Męczennika w Dobrzyjałowie.

## Historia
Dawniej prywatna wieś szlachecka Szewkowo położona była w drugiej połowie XVI wieku w powiecie wiskim ziemi wiskiej województwa mazowieckiego. 
W latach 1921–1939 wieś leżała w województwie białostockim, w powiecie kolneńskim (od 1932 w powiecie łomżyńskim), w gminie Rogienice.
Według Powszechnego Spisu Ludności z 1921 roku wieś zamieszkiwało 66 osób w 8 budynkach. Miejscowość należała do parafii rzymskokatolickiej w m. Dobrzyjałowo. Podlegała pod Sąd Grodzki w Stawiskach i Okręgowy w Łomży; właściwy urząd pocztowy mieścił się w m. Mały Płock.
W latach 1975–1998 miejscowość należała administracyjnie do województwa łomżyńskiego.